# مقاطعة واكيشا (ويسكونسن)
مقاطعة واكيشا (بالإنجليزية: Waukesha County, Wisconsin)‏ هي إحدى مقاطعات ولاية ويسكونسن في الولايات المتحدة. ، وتبلغ مساحتها 581 ميل مربع (1,500 كـم2)، بلغ عدد سكانها 389891 نسمة في عام 2010 حسب إحصاء مكتب تعداد الولايات المتحدة .

## وصلات خارجية
- الموقع الرسمي
- United States Counties